# Festival de Málaga 2016
La 19ª edición del Festival de Málaga se celebró del 22 de abril al 1 de mayo de 2016 en Málaga, España.

## Jurados

### Sección oficial
- Manuel Martín Cuenca
- Belén López
- Pilar Martínez-Vasseur
- Alberto Ammann
- Daniel Guzmán
- Manuel Hidalgo

### Zonazine
- Nuria Gago
- Aritz Cirbián
- Rodrigo Sorogoyen

### Territorio Latinoamericano
- Álvaro Brechner
- Gris Jordana
- Edmundo Paz Soldán

### Documentales
- Vanesa Fernández Guerra
- Gonzalo de Pedro
- Tono Folguera

## Palmarés

### Largometrajes
- Biznaga de Oro a la mejor película:  Callback de Carles Torras[2]
- Biznaga de plata, premio especial del jurado: La próxima piel de Isaki Lacuesta e Isa Campo
- Biznaga de plata a la mejor dirección: Isaki Lacuesta e Isa Campo por La próxima piel
- Biznaga de plata a la mejor actriz: Emma Suárez por La próxima piel
- Biznaga de plata al mejor actor: Martín Bacigalupo por Callback
- Biznaga de plata a la mejor actriz de reparto: Silvia Maya por Julie
- Biznaga de plata al mejor actor de reparto: Óscar Martínez por Kóblic
- Biznaga de plata al mejor guion: Carles Torras y Martín Bacigalupo por Callback
- Biznaga de plata a la mejor música: Silvia Pérez Cruz por Cerca de tu casa
- Biznaga de plata a la mejor fotografía: Ex aequo a Rodrigo Pulpeiro por Kóblic y Carles Gusi por Quatrerondeta
- Biznaga de plata al mejor montaje: Domi Parra por La próxima piel
- Mención especial del Jurado: Quatretondeta de Pol Rodríguez
- Biznaga de plata premio especial del jurado de la crítica: La próxima piel de Isaki Lacuesta e Isa Campo
- Biznaga de plata Premio del Público: La noche que mi madre mató a mi padre de Inés París

### Zonazine
- Biznaga de plata a la mejor película: El perdido de Christophe Farnarier
- Biznaga de plata a la mejor dirección: Christophe Farnarier por El perdido
- Biznaga de plata a la mejor actriz: Laura López por La pols (Cenizas)
- Biznaga de plata al mejor actor: Adri Miserachs por El perdido
- Biznaga de plata Premio del Público: Los comensales de Sergio Villanueva

### Territorio Latinoamericano
- Biznaga de plata a la mejor película: Mi amiga del parque de Ana Katz
- Mención especial del jurado: Hijos nuestros de Juan Fernández Gevauer y Nicolás Suárez
- Biznaga de plata a la mejor dirección: Sandra Kogut por Campo Grande
- Biznaga de plata a la mejor actriz: Julieta Zylberberg por Mi amiga del parque
- Biznaga de plata al mejor actor: Carlos Portaluppi por Hijos nuestros
- Biznaga de plata Premio del Público: El acompañante de Pavel Giroud

### Documentales
- Biznaga de plata al mejor documental: Nosotras. Ellas de Julia Pesce
- Biznaga de plata a la mejor dirección: Ex aequo a Pau Faus por Alcaldessa y Jorge Caballero por Paciente
- Mención especial del jurado: Mariano Nante por La calle de los pianistas
- Biznaga de plata Premio del Público: La calle de los pianistas de Mariano Nante